# Danh sách tiểu hành tinh: 14601–14700
| Tên                 | Tên đầu tiên | Ngày phát hiện       | Nơi phát hiện                      | Người phát hiện                                  |
| ------------------- | ------------ | -------------------- | ---------------------------------- | ------------------------------------------------ |
| 14601 -             | 1998 SU73    | 21 tháng 9 năm 1998  | La Silla                           | E. W. Elst                                       |
| 14602 -             | 1998 SW74    | 21 tháng 9 năm 1998  | La Silla                           | E. W. Elst                                       |
| 14603 -             | 1998 SK115   | 16 tháng 9 năm 1998  | Socorro                            | LINEAR                                           |
| 14604 -             | 1998 SM115   | 16 tháng 9 năm 1998  | Socorro                            | LINEAR                                           |
| 14605 Hyeyeonchoi   | 1998 SD123   | 16 tháng 9 năm 1998  | Socorro                            | LINEAR                                           |
| 14606 Hifleischer   | 1998 SK125   | 16 tháng 9 năm 1998  | Socorro                            | LINEAR                                           |
| 14607 -             | 1998 SG132   | 16 tháng 9 năm 1998  | Socorro                            | LINEAR                                           |
| 14608 -             | 1998 SN135   | 16 tháng 9 năm 1998  | Socorro                            | LINEAR                                           |
| 14609 -             | 1998 SW145   | 20 tháng 9 năm 1998  | La Silla                           | E. W. Elst                                       |
| 14610 -             | 1998 SE146   | 20 tháng 9 năm 1998  | La Silla                           | E. W. Elst                                       |
| 14611 -             | 1998 SA148   | 20 tháng 9 năm 1998  | La Silla                           | E. W. Elst                                       |
| 14612 Irtish        | 1998 SG164   | 18 tháng 9 năm 1998  | La Silla                           | E. W. Elst                                       |
| 14613 Sanchez       | 1998 TP2     | 13 tháng 10 năm 1998 | Caussols                           | ODAS                                             |
| 14614 -             | 1998 TX2     | 13 tháng 10 năm 1998 | Caussols                           | ODAS                                             |
| 14615 -             | 1998 TR5     | 13 tháng 10 năm 1998 | Đài thiên văn Zvjezdarnica Višnjan | K. Korlević                                      |
| 14616 Van Gaal      | 1998 TK30    | 10 tháng 10 năm 1998 | Anderson Mesa                      | LONEOS                                           |
| 14617 Lasvergnas    | 1998 UA4     | 21 tháng 10 năm 1998 | Caussols                           | ODAS                                             |
| 14618 -             | 1998 UK7     | 22 tháng 10 năm 1998 | Đài thiên văn Zvjezdarnica Višnjan | K. Korlević                                      |
| 14619 Plotkin       | 1998 UF9     | 16 tháng 10 năm 1998 | Kitt Peak                          | Spacewatch                                       |
| 14620 -             | 1998 UP15    | 23 tháng 10 năm 1998 | Đài thiên văn Zvjezdarnica Višnjan | K. Korlević                                      |
| 14621 Tati          | 1998 UF18    | 22 tháng 10 năm 1998 | Reedy Creek                        | J. Broughton                                     |
| 14622 Arcadiopoveda | 1998 UN18    | 28 tháng 10 năm 1998 | Catalina                           | CSS                                              |
| 14623 Kamoun        | 1998 UE24    | 17 tháng 10 năm 1998 | Anderson Mesa                      | LONEOS                                           |
| 14624 Prymachenko   | 1998 UO24    | 18 tháng 10 năm 1998 | Anderson Mesa                      | LONEOS                                           |
| 14625 -             | 1998 UH31    | 18 tháng 10 năm 1998 | Xinglong                           | Chương trình tiểu hành tinh Bắc Kinh Schmidt CCD |
| 14626 -             | 1998 UP39    | 28 tháng 10 năm 1998 | Socorro                            | LINEAR                                           |
| 14627 Emilkowalski  | 1998 VA      | 7 tháng 11 năm 1998  | Zephyrhills, FL                    | R. A. Kowalski                                   |
| 14628 -             | 1998 VX18    | 10 tháng 11 năm 1998 | Socorro                            | LINEAR                                           |
| 14629 -             | 1998 VT30    | 10 tháng 11 năm 1998 | Socorro                            | LINEAR                                           |
| 14630 -             | 1998 VQ31    | 10 tháng 11 năm 1998 | Socorro                            | LINEAR                                           |
| 14631 -             | 1998 VS32    | 15 tháng 11 năm 1998 | Catalina                           | CSS                                              |
| 14632 Flensburg     | 1998 VY33    | 11 tháng 11 năm 1998 | Bornheim                           | N. Ehring                                        |
| 14633 -             | 1998 VY34    | 12 tháng 11 năm 1998 | Kushiro                            | S. Ueda, H. Kaneda                               |
| 14634 -             | 1998 VE37    | 10 tháng 11 năm 1998 | Socorro                            | LINEAR                                           |
| 14635 -             | 1998 VO38    | 10 tháng 11 năm 1998 | Socorro                            | LINEAR                                           |
| 14636 -             | 1998 VD44    | 15 tháng 11 năm 1998 | Đài thiên văn Zvjezdarnica Višnjan | K. Korlević                                      |
| 14637 -             | 1998 WN1     | 18 tháng 11 năm 1998 | Oizumi                             | T. Kobayashi                                     |
| 14638 -             | 1998 WQ1     | 18 tháng 11 năm 1998 | Oizumi                             | T. Kobayashi                                     |
| 14639 -             | 1998 WK3     | 19 tháng 11 năm 1998 | Oizumi                             | T. Kobayashi                                     |
| 14640 -             | 1998 WF4     | 18 tháng 11 năm 1998 | Kushiro                            | S. Ueda, H. Kaneda                               |
| 14641 -             | 1998 WC6     | 18 tháng 11 năm 1998 | Kushiro                            | S. Ueda, H. Kaneda                               |
| 14642 -             | 1998 WF24    | 25 tháng 11 năm 1998 | Uenohara                           | N. Kawasato                                      |
| 14643 Morata        | 1998 WZ30    | 24 tháng 11 năm 1998 | Blauvac                            | R. Roy                                           |
| 14644 -             | 1998 XR3     | 9 tháng 12 năm 1998  | Oizumi                             | T. Kobayashi                                     |
| 14645 -             | 1998 XR9     | 14 tháng 12 năm 1998 | Đài thiên văn Zvjezdarnica Višnjan | K. Korlević                                      |
| 14646 -             | 1998 XO28    | 14 tháng 12 năm 1998 | Socorro                            | LINEAR                                           |
| 14647 -             | 1998 XG48    | 14 tháng 12 năm 1998 | Socorro                            | LINEAR                                           |
| 14648 -             | 1998 XV49    | 14 tháng 12 năm 1998 | Socorro                            | LINEAR                                           |
| 14649 -             | 1998 XW62    | 12 tháng 12 năm 1998 | Socorro                            | LINEAR                                           |
| 14650 -             | 1998 YD3     | 17 tháng 12 năm 1998 | Oizumi                             | T. Kobayashi                                     |
| 14651 -             | 1998 YE5     | 18 tháng 12 năm 1998 | Caussols                           | ODAS                                             |
| 14652 -             | 1998 YT8     | 17 tháng 12 năm 1998 | Xinglong                           | Chương trình tiểu hành tinh Bắc Kinh Schmidt CCD |
| 14653 -             | 1998 YV11    | 16 tháng 12 năm 1998 | Oizumi                             | T. Kobayashi                                     |
| 14654 Rajivgupta    | 1998 YV16    | 22 tháng 12 năm 1998 | Kitt Peak                          | Spacewatch                                       |
| 14655 -             | 1998 YJ22    | 21 tháng 12 năm 1998 | Xinglong                           | Chương trình tiểu hành tinh Bắc Kinh Schmidt CCD |
| 14656 Lijiang       | 1998 YN22    | 29 tháng 12 năm 1998 | Xinglong                           | Beijing Schmidt CCD Asteroid Program             |
| 14657 -             | 1998 YU27    | 16 tháng 12 năm 1998 | Đài thiên văn Zvjezdarnica Višnjan | K. Korlević                                      |
| 14658 -             | 1999 AC10    | 13 tháng 1 năm 1999  | Višnjan Observatory                | K. Korlević                                      |
| 14659 Gregoriana    | 1999 AF24    | 15 tháng 1 năm 1999  | Montelupo                          | M. Tombelli, G. Forti                            |
| 14660 -             | 1999 BO1     | 16 tháng 1 năm 1999  | Đài thiên văn Zvjezdarnica Višnjan | K. Korlević                                      |
| 14661 -             | 1999 BH10    | 23 tháng 1 năm 1999  | Višnjan Observatory                | K. Korlević                                      |
| 14662 -             | 1999 BF12    | 22 tháng 1 năm 1999  | Oizumi                             | T. Kobayashi                                     |
| 14663 -             | 1999 BP25    | 18 tháng 1 năm 1999  | Socorro                            | LINEAR                                           |
| 14664 Vandervelden  | 1999 BY25    | 25 tháng 1 năm 1999  | Oohira                             | T. Urata                                         |
| 14665 -             | 1999 CC5     | 12 tháng 2 năm 1999  | Oohira                             | T. Urata                                         |
| 14666 -             | 1999 CG17    | 10 tháng 2 năm 1999  | Socorro                            | LINEAR                                           |
| 14667 -             | 1999 CS19    | 10 tháng 2 năm 1999  | Socorro                            | LINEAR                                           |
| 14668 -             | 1999 CB67    | 12 tháng 2 năm 1999  | Socorro                            | LINEAR                                           |
| 14669 Beletic       | 1999 DC      | 16 tháng 2 năm 1999  | Caussols                           | ODAS                                             |
| 14670 -             | 1999 JG53    | 10 tháng 5 năm 1999  | Socorro                            | LINEAR                                           |
| 14671 -             | 1999 RM49    | 7 tháng 9 năm 1999   | Socorro                            | LINEAR                                           |
| 14672 -             | 1999 RO94    | 7 tháng 9 năm 1999   | Socorro                            | LINEAR                                           |
| 14673 -             | 1999 RK169   | 9 tháng 9 năm 1999   | Socorro                            | LINEAR                                           |
| 14674 INAOE         | 1999 UD5     | 29 tháng 10 năm 1999 | Catalina                           | CSS                                              |
| 14675 -             | 1999 VS7     | 7 tháng 11 năm 1999  | Đài thiên văn Zvjezdarnica Višnjan | K. Korlević                                      |
| 14676 -             | 1999 WW7     | 29 tháng 11 năm 1999 | Višnjan Observatory                | K. Korlević                                      |
| 14677 -             | 1999 XZ      | 2 tháng 12 năm 1999  | Oizumi                             | T. Kobayashi                                     |
| 14678 Pinney        | 1999 XN33    | 6 tháng 12 năm 1999  | Socorro                            | LINEAR                                           |
| 14679 Susanreed     | 1999 XN42    | 7 tháng 12 năm 1999  | Socorro                            | LINEAR                                           |
| 14680 -             | 1999 XV104   | 10 tháng 12 năm 1999 | Oizumi                             | T. Kobayashi                                     |
| 14681 -             | 1999 XW108   | 4 tháng 12 năm 1999  | Catalina                           | CSS                                              |
| 14682 -             | 1999 XY110   | 5 tháng 12 năm 1999  | Catalina                           | CSS                                              |
| 14683 Remy          | 1999 XG156   | 8 tháng 12 năm 1999  | Socorro                            | LINEAR                                           |
| 14684 Reyes         | 1999 XQ167   | 10 tháng 12 năm 1999 | Socorro                            | LINEAR                                           |
| 14685 -             | 1999 XM172   | 10 tháng 12 năm 1999 | Socorro                            | LINEAR                                           |
| 14686 -             | 1999 XA174   | 10 tháng 12 năm 1999 | Socorro                            | LINEAR                                           |
| 14687 -             | 1999 YR13    | 30 tháng 12 năm 1999 | Đài thiên văn Zvjezdarnica Višnjan | K. Korlević, M. Jurić                            |
| 14688 -             | 2000 AJ2     | 3 tháng 1 năm 2000   | Oizumi                             | T. Kobayashi                                     |
| 14689 -             | 2000 AM2     | 3 tháng 1 năm 2000   | Oizumi                             | T. Kobayashi                                     |
| 14690 -             | 2000 AR25    | 3 tháng 1 năm 2000   | Socorro                            | LINEAR                                           |
| 14691 -             | 2000 AK119   | 5 tháng 1 năm 2000   | Socorro                            | LINEAR                                           |
| 14692 -             | 2000 AG133   | 3 tháng 1 năm 2000   | Socorro                            | LINEAR                                           |
| 14693 Selwyn        | 2000 AH144   | 5 tháng 1 năm 2000   | Socorro                            | LINEAR                                           |
| 14694 Skurat        | 2000 AR145   | 6 tháng 1 năm 2000   | Socorro                            | LINEAR                                           |
| 14695 -             | 2000 AR200   | 9 tháng 1 năm 2000   | Socorro                            | LINEAR                                           |
| 14696 Lindawilliams | 2000 AW203   | 10 tháng 1 năm 2000  | Socorro                            | LINEAR                                           |
| 14697 Ronsawyer     | 2000 AO214   | 6 tháng 1 năm 2000   | Kitt Peak                          | Spacewatch                                       |
| 14698 Scottyoung    | 2000 AT230   | 3 tháng 1 năm 2000   | Kitt Peak                          | Spacewatch                                       |
| 14699 Klarasmi      | 2000 AV239   | 6 tháng 1 năm 2000   | Anderson Mesa                      | LONEOS                                           |
| 14700 Johnreid      | 2000 AC240   | 6 tháng 1 năm 2000   | Anderson Mesa                      | LONEOS                                           |